# Stauropus obscura
Stauropus obscura är en fjärilsart som beskrevs av Hans Rebel 1910. Stauropus obscura ingår i släktet Stauropus och familjen tandspinnare. Inga underarter finns listade i Catalogue of Life.